# Vuelo 763 de EgyptAir
El Vuelo 763 de EgyptAir fue un vuelo internacional no regular de pasajeros desde el Cairo, Egipto, al Aeropuerto de Adén, Yemen del Sur. El 19 de marzo de 1972, se estrelló contra las montañas Shamsan durante la aproximación a Adén, causando la muerte de las 30 personas a bordo.

## Aeronave
La aeronave involucrada era un McDonnell Douglas DC-9-32, ensamblado en la planta de McDonnell Douglas en Long Beach, en el estado de California. El avión tenía el número de serie 47503 y era el 587º. Douglas DC-9 producido en serie. La presentación de la aeronave se realizó el 24 de marzo de 1970, y el 27 de abril de 1970 fue entregada a Inex Avia Aviopromet, donde entró en servicio con la matrícula YU-AHR. A partir de octubre de 1971, estuvo arrendada a EgyptAir. El avión de fuselaje estrecho bimotor estaba equipado con dos motores turbojet del tipo Pratt & Whitney JT8D-9.

## Accidente
El 19 de marzo de 1972, el vuelo 763 de EgyptAir realizaba la ruta desde el Aeropuerto Internacional de El Cairo en Egipto hasta el Aeropuerto Internacional de Adén en la República Democrática Popular de Yemen (Yemen del Sur), con escala en Yeda, Arabia Saudita. La aeronave, arrendada por la aerolínea yugoslava Inex Adria, transportaba a 21 pasajeros y 9 tripulantes. El vuelo 763 estaba en aproximación visual a la pista 08 del Aeropuerto Internacional de Adén cuando impactó contra el Jebel Shamsan, el pico más alto del cráter de Adén, un volcán extinto, ubicado a unos 7 kilómetros (4,3 mi; 3,8 nmi) del aeropuerto. Al impactar, la aeronave se incendió y murieron todos los ocupantes. En el momento, fue el accidente más mortífero ocurrido en Yemen del Sur. Hasta noviembre de 2011 era el accidente de aviación civil más grave y el segundo más mortal de la historia en Yemen.

## Causa
La aeronave, totalmente controlable, fue dirigida por los pilotos contra la montaña (impacto controlado contra el terreno). No se pudo esclarecer porqué la aproximación se realizó bajo reglas de vuelo visual, a pesar de que las malas condiciones de visibilidad requerían un vuelo por instrumentos.[cita requerida]